# The Knack
The Knack — американская рок-группа из Лос-Анджелеса, чей хит-сингл «My Sharona» получил признание во многих странах мира в 1979 году.

## История The Knack

### Предыстория
Дуг Файгер родился в Оук-Парке, северном пригороде Детройта (штат Мичиган). Он был братом адвоката Джефри Файгера, хорошо известного по процессу над патологом Джеком Кеворкяном. Файгер до образования The Knack играл в рок-группах Sky (американская) и Sunset Bombers. Несмотря на то, что детройтская группа Sky имела определённый успех, и её продюсировал Джимми Миллер, работавший с Rolling Stones, группа распалась, так и не попав в чарты. Результатом этого стало желание Дуга Файгера вернуться из Лондона, где проходила работа группы в студии Olympic Studios, в Лос-Анджелес и испытать свои силы с новой группой.
В Лос-Анджелесе в 1977 и 1978 он познакомился с тремя остальными участниками будущей The Knack: Бертоном Эверром (лид-гитара, бэк-вокал, клавишные), Прескоттом Найлзом (бас-гитара) и Брюсом Гэри (ударные). В мае 1978 группа The Knack была сформирована. Найлз присоединился последним перед выступлением в июне 1978. Первое выступление состоялось 1 июня 1978 в клубе Whisky a Go Go и очень понравилось публике. Появилось множество хвалебных заметок в местной музыкальной прессе. У слушателей снова появился вкус к живому концертному выступлению, порядком подзабытому в период процветания диско-музыки. Кроме собственных композиций группа The Knack также исполняла композиции Бадди Холли,The Kinks и The Doors.
Тем временем Файгеру пришлось самому записать некоторые партии бас-гитары на демо-плёнках, которые они решили показать представителям нескольких звукозаписывающих фирм. Демозаписи ни на кого не произвели впечатления и были отвергнуты. Забавно, что среди них были многие песни, вошедшие в дебютный альбом и будущий хит «Good Girls Don’t».

### «Мгновенная слава»: альбом «Get The Knack» на вершине хит-парада Billboard (1979)
Через несколько месяцев после их выступления на публике, а также джем-сессий с такими музыкантами, как Брюс Спрингстин,Том Петти и Рэй Манзарек представители звукозаписи сами стали наперебой предлагать группе подписания контрактов (всего соревновалось 13 лейблов звукозаписи), почуяв её большой творческий потенциал. В конце концов The Knack выбрали фирму Capitol Records, небольшой лейбл, выпускавший грампластинки The Beatles в США.
Дебютный альбом Get The Knack был записан практически вживую при участии известного продюсера Майка Чэпмена(он увидел своё имя в газете «Лос-Анджелес таймс» в списке продюсеров, c которыми The Knack хотели бы работать) с минимумом финансовых затрат и перезаписей в студии и стал в 1979 одним из самых раскупаемых. В то время, как группы вроде The Eagles и Fleetwood Mac работали в студии минимум год и расходовали по миллиону долларов на продюсирование, Get The Knack обошёлся всего в скромнейшую сумму $17,000 и был записан за 11 дней.
Фирма «Кэпитол» представила диск под фанфары, которых не было со времен «британского вторжения». Альбом улетел с полок магазинов, добрался до первой строчки чарта журнала Billboard и занимал эту позицию в течение пяти недель. Количество проданных экземпляров достигло 2 000 000 только в США. Через 13 дней он был сертифицировн как «золотой»; меньше, чем через семь недель после выпуска — как «платиновый» диск. Главный сингл, «My Sharona», также попал на первое место в соответствующем списке, где оставался в течение шести недель. Следующий сингл, «Good Girls Don’t», оказался на 11-м месте в «Биллборде».
Тем не менее взлёт Get The Knack на вершины чартов сопровождался осатанелой критикой. Оформление альбома на фирме Capitol удивительно напоминало обложку диска Meet the Beatles! своим дизайном и стилем. Если учесть ретро-стиль 60-х в одежде музыкантов, то нетрудно будет понять, почему многие недоброжелатели стали обвинять The Knack в буквальном копировании The Beatles (что участники группы и сотрудники Capitol отрицали; в музыкальном отношении группа The Knack была совсем не похожа на The Beatles, а скорее напоминала The Kinks и The Who). В лирике группы The Knack отразились фантазии взрослого подростка: женщина у них то богатая стерва («She’s So Selfish»), то предмет вожделения («Frustrated»), то девственная красавица — она же лишающая мужественности роковая женщина («That’s What the Little Girls Do»). Дугу Файгеру больше по вкусу готовая на все в любом месте фанатка поп-группы («My Sharona») или пылкая старшеклассница («Good Girls Don’t»). Ретроспективно истории, рассказанные в песнях Файгера кажутся непристойными и натуралистическими, хотя и правдоподобными. Слова «…пока она не сядет тебе на лицо» из песни «Good Girls Don’t», часто звучавшие на общедоступном радио также можно считать «большим шагом вперед» для того времени.
Тот факт, что основными персонажами песен The Knack были девочки-подростки, тогда как сами музыканты были на порядок старше, привело к кампании-травле «Knuke the Knack» со стороны активисток движений за права женщин, потрясённых такой неандертальской трактовкой романтических отношений в песнях группы. Битломаны негодовали по поводу «осквернения» образа любимой группы.
Некоторые критики выдвинули предположение, что музыканты, которые так стильно выглядят, не могут ничего понимать в поп-музыке и, что они только марионетки в чьих-то руках. Дальше — больше: когда менеджмент фирмы посоветовал музыкантам не давать интервью, их обвинили в умственной неполноценности и снобизме, а также в неспособности адекватно воспринимать критику.

### Спад популярности (1980—1981)
The Knack в скором времени представили новую работу …But the Little Girls Understand (1980), поспешно (меньше, чем за две недели) записанный второй альбом: как будто в скорости и заключался секрет успеха! Несмотря на то, что он стал «золотым» в США и Японии и «платиновым» в Канаде, слушатели приняли его более прохладно, чем дебютный диск. По звучанию он напоминает партию «недопеченной» продукции, выброшенную из первого альбома. Файгер признался позднее, что все композиции были написаны ещё до выхода Get The Knack и были рассчитаны на двойной альбом. Вдобавок ко всему главный сингл — малокровная композиция «Baby Talks Dirty» — показался на короткое время в топ-40 США всего лишь на 38-м месте и был высмеян как «My Sharona номер 2 минус энергетика»; следующий за ним «Can’t Put a Price on Love» не попал и в топ-40, остановившись на 62-й строчке. Качество лирики, напротив, оставалось на «должном» уровне: в песне «Mr.Handleman» рассказывается о своднике, торгующем своей женой.
После почти целого года неустанных гастролей (начавшихся в апреле 1980) по США, Канаде, Европе, Новой Зеландии, Австралии и Японии, музыканты взяли год отпуска по причине нервного истощения и «внутренних разногласий». Летом 1981 они собрались для записи следующего альбома Round Trip . К сожалению эта грампластинка (которая поступила в музыкальные магазины в октябре), хотя и получила положительные критические отзывы, оказалась неудачной в смысле продаваемости: раскуплено было всего 150 000 копий. Синглы также не стали успешными. Этот факт делал дальнейшие перспективы группы все более туманными. The Knack решили прибегнуть к концертным выступлениям, чтобы спасти положение и хоть как-то «раскрутить» Round Trip. В группу был приглашён клавишник Фил Джост для создания более «плотного» звучания на концертах.
Пребывание в чартах шло на спад, критика и злопыхательство усиливались. Файгер не выдержал очередной перебранки внутри коллектива и покинул The Knack в новогоднюю ночь с 1981 на 1982. Группа провела репетиции с новым вокалистом Майклом Де Барром (Michael Des Barres), но вскоре все осознали бессмысленность происходящего… К середине 1982 группы The Knack больше не существовало.

### Возвращение The Knack (1986—2010)
Как ни странно The Knack собрались вновь в 1986 для выступления на бенефисе в пользу Шела Майера, который в своё время организовал их первый концерт в 1978. После этого события решили не расходиться и выступить с клубными концертами. В 1989 Билли Уорд заменил Брюса Гэри. В 1990 группа появляется на фирме Charisma Records и записывает там альбом Serious Fun  в феврале 1991. Главный сингл, «Rocket O' Love», становится хитом топа-10 на американских радиостанциях. Звукозаписывающая компания Charisma обанкротилась вскоре после смерти её руководителя, и участники The Knack снова разошлись в 1992.
В 1994, с возвратившимся за ударную установку Уордом, группа The Knack выступила с несколькими концертами в связи с новым интересом публики к песне «My Sharona» (она звучала в фильме Реальность кусается).
В 2006 году во время выступления Дуг Файгер почувствовал себя плохо. .Скончался в феврале 2010 в возрасте 57 лет, после безуспешного лечения.

## Дискография

### Студийные альбомы
- 1979: Get The Knack
- 1980: …But the Little Girls Understand
- 1981: Round Trip
- 1991: Serious Fun
- 1998: Zoom
- 2001: Normal as the Next Guy

### Сборники
- 1992: Retrospective
- 1995: My Sharona
- 1998: Proof: The Very Best of The Knack
- 1999: The Best Of The Knack: Ten Best Series

### Синглы
- 1979: «My Sharona» #1 США , #6 Великобритания,[8] #1 Австралия , #1 Канада[9]
- 1979: «Good Girls Don’t» #11 США, #66 Великобритания,[8] #1 Канада[10]
- 1980: «Baby Talks Dirty» #38 США, #13 Канада[11]
- 1980: «Can’t Put a Price on Love» #62 США
- 1981: «Pay the Devil (Ooo, Baby, Ooo)]» #67 США
- 1981 «Boys Go Crazy»
- 1991: «Rocket O' Love» #9 US Album Rock Tracks, #30 Canada Hit Tracks[12]
- 2004: My Sharona : Good Girls Don’t (переиздание) Мини-альбом на iTunes